# イオンモール明和
イオンモール明和（イオンモールめいわ）は、三重県多気郡明和町に所在し、イオンリテール株式会社が開発、イオンモール株式会社が管理・運営を行っているショッピングセンターである。

## 概要

### 概説
このショッピングセンター（SC）が開設される以前、明和町には大規模な商業施設は無く、住民は隣接する玉城町のジャスコ玉城店や松阪市や伊勢市へ買い物に出かけることも多かった。本SC開設後は三重県南部で唯一のシネコンがあることなどから、明和町のみならず周辺市町からの買い物客が訪れるようになった。2001年7月21日の開業時には「三重県中南勢地区で最大規模のショッピングセンター」と宣伝が行われ、三重県下初出店の上新電機とシアトルズベストコーヒー、同年8月11日開業のシネコン「109シネマズ明和」が目玉とされた。（シアトルズベストコーヒーは2011年8月31日に閉店。）
本SC開設から2年後の2003年にジャスコシティ玉城は閉店となった。
2006年には、東隣にイオングループとは無関係の複合商業施設ブライトガーデン明和が開店している。

### 沿革
- 2001年（平成13年） 
  - 7月21日 - イオン明和ショッピングセンターが開店[6]。
  - 8月11日 - 109シネマズ明和が開館[7]。
- 2002年（平成14年）4月24日 - カインズホーム明和店が開店[8]。
- 2006年（平成18年）10月26日 - イオン明和ショッピングセンターの東隣に複合商業施設ブライトガーデン明和が開店。
- 2011年（平成23年） 
  - 3月1日 - 核店舗のジャスコ明和店がイオン明和店に改称。
  - 7月 - 10周年記念事業として中日新聞社の協力の下、小学生向けの新聞製作体験を開催[9]。
  - 11月21日 - イオンモール明和に改称。
- 2013年（平成25年）11月1日 - 管理・運営がイオンモール株式会社へ移管。
- 2015年（平成27年）12月26日 - 明和町の新しい土産を決定する「おみやげアイデアコンテスト」を開催[10]。「めい姫の十二単バウム」が最優秀賞を獲得[10]。
- 2022年（令和2年）6月30日 - 同年1月に閉店した松阪ショッピングセンターマーム（現:イオンタウン松阪船江）内にあったイオン外商部が当地に移転し、イオン明和店2階に「東海 外商部」として開設。

## テナント

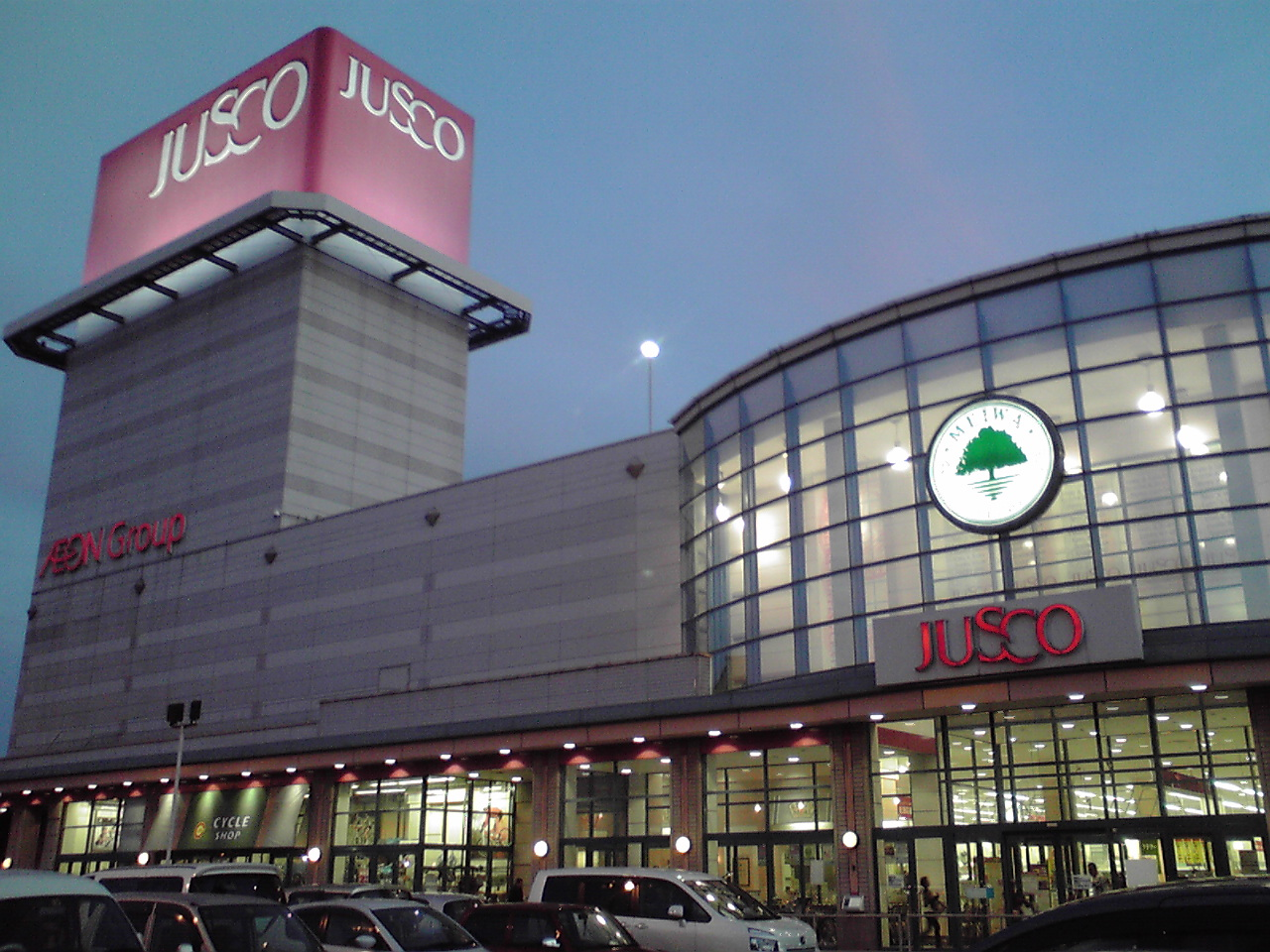
ジャスコ時代（2010年1月3日撮影）

建物は鉄骨造地上2階+屋上駐車場で、イオン明和店を核に、67の専門店が入居している。

### フロア構成
1階
- イオンゾーン：食料品と家庭用品のフロア
- イオンモール専門店：フードコートとファッション、暮らしのフロア
- モール外：ガソリンスタンド、ホームセンター

2階
- イオンゾーン：イオンスタイルストアとキッズのフロア
- イオンモール専門店：ファッションとレストラン街とアミューズメントのフロア

3階
- 屋上駐車場

## 備考
エレベーター、エスカレーターは三菱製を採用。エレベーターは36人乗りと24人乗りが混在する。天井が高い特注仕様となっている。
店内は1階から2階にかけて中央部が吹き抜け構造になっている。

## 提供番組

### イオン明和 Dream Navigation
イオン明和 Dream Navigation（イオンめいわ ドリーム ナビゲーション）は毎週日曜日の12:00 - 12:30に放送されていた、三重エフエム放送制作のイオンモール明和に関するラジオ番組。2010年3月28日まで7年にわたって放送された。毎月月末日曜日に14:00からイオン明和で公開録音を行っている。毎週金曜日の11:30 - 11:55から毎週土曜日の同時間帯を経て、上記の放送時間帯と変遷した。
番組内のコーナー「あつのMusic Navigation」では、三重県のアマチュア音楽家を紹介し、3ヶ月に一度コンテストを実施していた。優勝者の演奏した楽曲がエンディングテーマとして流されていた。

### あつとえりかとみんなのラジオ
あつとえりかとみんなのラジオは2010年4月2日に放送を開始した、毎週金曜日の11:30 - 11:55に放送する三重エフエム放送制作のイオン明和ショッピングセンター提供のラジオ番組。イオン明和 Dream Navigationと同様、イオンモール明和で公開録音を行っている。
| 三重エフエム放送 (FM三重) 金曜11:30 - 11:55枠 | 三重エフエム放送 (FM三重) 金曜11:30 - 11:55枠 | 三重エフエム放送 (FM三重) 金曜11:30 - 11:55枠 |
| 前番組                                        | 番組名                                        | 次番組                                        |
| --------------------------------------------- | --------------------------------------------- | --------------------------------------------- |
| ONCE (11:30 - 12:55) - 金曜放送枠廃止         | あつとえりかとみんなのラジオ                  | -                                             |

## 交通
国道23号（南勢バイパス）沿いにあり、最も近い鉄道駅（近鉄山田線 斎宮駅）からでも約5km離れているので、自動車での利用が中心となる。
無料シャトルバスが近鉄山田線明星駅から1日9往復運行されている。
明和町町民バスが斎宮駅から1日2.5往復、明星駅から3.5往復運行されている。おもに高齢者等交通弱者を意識したダイヤ設定であるため、夕方には運行を終了する。